# Enriqueta Antolín
Enriqueta Antolín Gimeno (Palencia, 1941 - Madrid, 26 de noviembre de 2013) fue una escritora y periodista española, que cultivó principalmente la novela.

## Biografía
Descendiente de una familia muy arraigada en Palencia, con 6 años se trasladó a la ciudad de Toledo, donde vivió buena parte de su vida. Allí estudió Magisterio, aunque después predominó su vocación por el periodismo y la literatura.
Desde 1986 realizó colaboraciones en el diario El País, y a pesar de haber escrito desde su niñez, no fue hasta 1992 cuando publicó su primera novela, La gata con alas, que recibió el Premio Tigre Juan a la mejor primera novela en castellano publicada en los anteriores doce meses a la convocatoria del certamen. La gata con alas es una historia de amor y desamor ambientada en la España de la posguerra que iniciaba una trilogía completada con Regiones devastadas (1995) y Mujer de aire (1997).
Con estas tres primeras obras, se ganó el reconocimiento de la crítica como una de las escritoras que mejor penetraba en la psicología femenina.
Su siguiente obra fue Ayala sin olvidos (1998), un libro de conversaciones con el escritor y académico Francisco Ayala, situado entre la biografía, la entrevista y la novela. Después llegaron dos nuevas novelas: Caminar de noche (2001) y Cuentos con Rita (2003).
En 2005 escribió su última novela, Final feliz, descrita así por ella misma:

"Es una triple historia de amor. Cuenta una historia de principios del siglo XX entremezclada con la actualidad a través de un viaje que yo misma recorrí. La protagonista de la novela escribe un diario que es 'como todos los diarios', absolutamente falso."

Escribió tres novelas juveniles: Kris y el verano del piano (1997), Kris y su panda ¡en la selva! (1998) y Kris y los misterios de la vida (1999), basadas en las aventuras del personaje de Kris, creado por ella misma. 
Realizó un trabajo colaborativo escribiendo el texto del libro de artista de Marisa González. El título del libro es " Seréis como Dioses".  
Calificada como inconformista pertinaz, en la obra de Antolín es frecuente una mezcla de realidad y ficción con la que la autora pretende, según ella misma "desconcertar al lector". Tras pasar una parte importante de su vida en Toledo, trasladó su residencia a Madrid. Estuvo casada con el también escritor y periodista Andrés Berlanga.
Cuenta con una calle con su nombre en su ciudad natal.

## Obras

### Novela
- La gata con alas. Alfaguara, 1992. ISBN 84 20480 88 6
- Regiones devastadas. Alfaguara, 1995. ISBN 84 20481 77
- Mujer de aire. Alfaguara, 1997. ISBN 84 20482 62 5
- Caminar de noche. Alfaguara, 2001. ISBN 84 20442 49 6
- Cuentos con Rita. Alfaguara, 2003. ISBN 84 20400 45 9
- Final feliz. Alfaguara, 2005. ISBN 84 20468 13 4
- Qué escribes, Pamela, Menoscuarto, 2012. Esta obra fue finalista del Premio de la Crítica de Castilla y León en 2013.[6]

### Narrativa juvenil
- Kris y el verano del piano. Alfaguay, 1997. ISBN 84 20457 55 8
- Kris y su panda ¡en la selva!. Alfaguay, 1998. ISBN 84 20457 76 0
- Kris y los misterios de la vida. Alfaguay, 1999. ISBN 84 20457 92 2

### Ensayo
- El territorio de las letras en El territorio de las letras, M., Cátedra-Ministerio de Cultura, pp. 9-12, 1994.
- Ayala sin olvidos. Alfaguara, 1998. ISBN 84-20429-92-9

### Ensayo histórico
- Musulmanas y judías en la España medieval: Vidas paralelas. M. Fundes, Cuenta y Razón, 100, 1997